# Len Harvey
Len Harvey (Stoke Climsland, 11 luglio 1907 – 28 novembre 1976) è stato un pugile inglese.
La International Boxing Hall of Fame lo ha riconosciuto fra i più grandi pugili di ogni tempo.

## Gli inizi
Iniziò a boxare all'età di 12 anni come peso mosca. Professionista dal 1926.

## La carriera
Tra i migliori pugili britannici degli Anni '20 e '30.